# Лубеники
Лубеники (бел. Лубенікі́) — деревня в Брагинском районе Гомельской области Беларуси. В составе Угловского сельсовета.

## География

### Расположение
В 5 км на север от Брагина, 38 км от железнодорожной станции Хойники (на ветке Василевичи — Хойники от линии Калинковичи — Гомель), 124 км от Гомеля.

### Гидрография
На востоке канава Карбетская.

## Транспортная сеть
Транспортные связи по просёлочной, затем автомобильной дороге, которая соединяет Брагин из дорогой Лоев-Речица.
Располагались средняя школа, библиотека, фельдшерско-акушерский пункт. Планировка состоит из зигзагообразной улицы, близкой к меридиональной ориентации. Застроена деревянными домами усадебного типа.

## История
Известна с XIX века как деревня в Брагинской волости Речицкого повета Минской губернии. В 1850 году собственность казны. Согласно переписи 1897 года часовня, школа грамоты, хлебозапасный магазин, ветряная мельница.
С 8 декабря 1926 года по 16 июля 1954 года центр Лубенитского сельсовета Брагинского района Речицкого и с 9 июня 1927 года Гомельского (с 26 июля 1930 года) округов, с 20 февраля 1938 года Полесской, с 8 января 1954 года Гомельской областей.
В 1930 году начальная школа. В 1931 году организован колхоз. Во время Великой Отечественной войны в апреле 1943 года фашисты полностью сожгли деревню и убили 11 жителей. В боях за освобождение деревни и окрестности в октябре 1943 года погибли 11 солдат 89-го стрелкового корпуса 61-й армии (похоронены в братской могиле в центре деревни). Для увековечивания их памяти и памяти 22-х жителей деревни, погибших на фронтах и в партизанской борьбе, в 1968 году возведён обелиск. В 1959 году в составе колхоза имени В. П. Чкалова (центр — деревня Рудня Журавлёва). Располагались средняя школа, библиотека, фельдшерско-акушерский пункт.

## Население

### Численность
- 2004 год — 74 хозяйства, 163 жителя.

### Динамика
- 1850 год — 22 двора, 160 жителей.
- 1897 год — 49 дворов, 335 жителей (согласно переписи).
- 1908 год — 53 двора, 403 жителя.
- 1930 год — 71 двор.
- 1940 год — 120 дворов, 630 жителей.
- 1959 год — 402 жителя (согласно переписи).
- 2004 год — 74 хозяйства, 163 жителя.

## Достопримечательность
- Воинский мемориал